# Claude Desbons
Claude Desbons (* 7. Oktober 1938 in Loussous-Débat; † 24. September 2001 in Saint-Blancard) war ein französischer Politiker (PS).

## Leben
Desbons war von 1977 bis 1995 Beigeordneter und 1995 bis 2001 Bürgermeister der Stadt Auch.
Von 1987 bis 1997 war er Mitglied des Conseil général des Départements Gers. Als Mitglied der Parti socialiste gehörte er vom 1. Juni 1997 bis zu seinem Tod für den Wahlkreis Gers 1 der Französischen Nationalversammlung an.
Am 23. Dezember 2000 erlitt Desbons einen Schlaganfall, dem er am 24. September 2001 erlag.

## Familie
Desbons war seit 1964 mit Marie-Françoise Coucuron verheiratet. Aus der Ehe gingen zwei Kinder hervor: Jean-Yves Desbons (* 1965) und Marie-Pierre Desbons (* 1970).

## Ehrungen
In Auch wurde die Promenade Claude Desbons entlang des Flusses Gers nach ihm benannt.